# Бези ле Гери
Бези ле Гери (фр. Bézu-le-Guéry) насеље је и општина у североисточној Француској у региону Пикардија, у департману Ен (Пикардија) која припада префектури Шато Тјери.
По подацима из 2011. године у општини је живело 259 становника, а густина насељености је износила 23,33 становника/km². Општина се простире на површини од 11,1 km². Налази се на средњој надморској висини од 170 метара (максималној 212 m, а минималној 64 m).

## Демографија
| 1962. | 1968. | 1975. | 1982. | 1990. | 1999. | 2011. |
| ----- | ----- | ----- | ----- | ----- | ----- | ----- |
| 149   | 153   | 121   | 138   | 165   | 204   | 259   |

График промене броја становника у току последњих година